# Коста-Перчево
Ко́ста-Пе́рчево (болг. Коста Перчево) — село у Видинській області Болгарії. Входить до складу общини Кула.

## Населення
За даними перепису населення 2011 року у селі проживали 90 осіб, усі — болгари.
Розподіл населення за віком у 2011 році:
Динаміка населення: